# Grady Jarrett
Grady Jarrett (Conyers, 28 aprile 1993) è un giocatore di football americano statunitense che milita nel ruolo di defensive tackle per i Chicago Bears della National Football League (NFL).

## Carriera

### Atlanta Falcons
Dopo avere giocato al college a football con i Clemson Tigers, Jarrett fu scelto nel corso del quinto giro (137º assoluto) del Draft NFL 2015 dagli Atlanta Falcons. Nella sua stagione da rookie disputò 15 partite, 2 delle quali come partente, con 24 tackle e un sack. Divenne stabilmente titolare a partire dalla successiva, salendo a 48 tackle e 3 sack. Partì come titolare anche nelle due gare di playoff vinte dai Falcons che li qualificarono per il Super Bowl LI. Il 5 febbraio 2017 partì come titolare nella finalissima in cui i Falcons furono battuti ai tempi supplementari dai New England Patriots dopo avere sprecato un vantaggio di 28-3 a tre minuti dal termine del terzo quarto. In quella partita pareggiò il record dell'evento mettendo a segno 3 sack su Tom Brady.
Nel 15º turno della stagione 2018 Jarrett fu premiato come difensore della settimana della NFC dopo avere fatto registrare 7 tackle, 2 sack e un fumble forzato nella vittoria sugli Arizona Cardinals.
Alla fine della stagione 2019 Jarrett fu convocato per il suo primo Pro Bowl e inserito nel Second-team All-Pro dopo avere messo a segno un nuovo primato personale di 7,5 sack.
Nel 2020 Jarrett fu convocato per il suo secondo Pro Bowl (non disputato a causa della pandemia di COVID-19) dopo avere fatto registrare 52 placcaggi e 4 sack.
Il 3 maggio 2022 Jarrett firmò con i Falcons un'estensione contrattuale triennale del valore di 51 milioni di dollari.
Nell'ottavo turno della stagione 2023 contro i Tennessee Titans, Jarrett si ruppe il legamento crociato anteriore, perdendo il resto dell'annata.

### Chicago Bears
Il 10 marzo 2025 Jarrett firmò con i Chicago Bears.

## Palmarès

### Franchigia
- National Football Conference Championship: 1

Atlanta Falcons: 2016

### Individuale
- Convocazioni al Pro Bowl: 2

2019, 2020
- Second-team All-Pro: 1

2019
- Difensore della NFC della settimana: 1

15ª del 2018

## Famiglia
Il padre di Jarrett, Jessie Tuggle, giocò nella NFL per gli Atlanta Falcons dal 1987 al 2000 venendo convocato per cinque Pro Bowl mentre suo fratello Justin Tuggle giocò per i Cleveland Browns.